# 다하라시
다하라시(일본어: 田原市)는 일본 아이치현 남단의 아쓰미반도에 있는 시이다. 기후는 쿠로시오 해류의 영향으로 온난하다.

## 지리
아쓰미반도의 밑부분을 제외한 대부분을 차지하고 북쪽은 미카와만, 남쪽은 태평양과 접한다. 또 이라고 수도를 사이에 두고 시마반도와 마주한다. 이라고곶의 바다에는 미시마 유키오의 소설 "파도 소리"로 유명한 미에현 도바시의 가미시마섬이 있고 이라고항에서 배가 출항한다. 가미시마섬까지는 도바항에서보다 이라고항으로 가는 편이 약간 가깝다.
전체적으로 홍적대지인 태평양 쪽이 높고, 미카와만 쪽이 낮아지는 지형이지만 아카이시산맥의 남단에 붙어 있어 시의 북부에서 서부에 걸쳐 200~300m 정도의 산들이 형성되어 있다. 태평양 쪽은 동쪽 경계에서 아카바네항까지 해식애를 형성하고 있다. 또 반도의 끝에서 미카와만까지는 니시야마 사구가 있고 그 앞의 후쿠에만에는 사주가 발달해 있다. 또한 시의 북동부에는 갯벌이 있어 철새가 날아오는 곳이고 갯벌 앞은 매립지이며 토요타 자동차 등의 공장이 있는 공업지대이다.

## 인접하는 자치체
- 도요하시시

## 역사
다하라 지역은 조몬 시대부터 사람들이 살았다고 알려져 있으며, 11~13세기에는 요업이 번창하였다. 중심부인 다하라는 센고쿠 시대에는 도다씨, 에도 시대에는 미야케씨의 성시로 번창했다. 다하라번 출신 인물로는 에도 시대 후기의 대표적 화가이자 문인이기도 한 와타나베 가잔이 유명하다.
메이지 시대 이후에는 양잠업이 번성하였다. 제2차 세계 대전 후 유일한 산업인 농업이 흔들리면서 경제적으로 쇠약해졌다. 이 시기의 다하라를 지탱한 것은 시 북부에서 산출되는 석회암 채굴이었다. 그러나 1968년에 도요가와 용수가 개통함과 동시에 토지 개량과 경지 정리를 실시했고 상품 작물이나 화훼 원예를 집중적으로 행하여 일본 유수의 대규모 근교 농업 지대로 발전을 이루었다.
또 1979년에 토요타 자동차의 다하라 공장이 가동을 시작하고 나서는 2차 산업 종사자의 유입과 함께 인구도 증가해 마을의 재정도 풍부해졌다. 그 덕분에 공공 시설의 재건축이나 구획 정리 등 대형 사업의 실시가 가능해졌다. 아쓰미군의 1정 3촌이 합병해 1955년에 다하라정이 형성되었고 1958년에는 아카바네정을 합병하였다. 2003년 8월 20일에 아이치현의 32번째 시로 성립하였고, 2005년 10월 1일에는 아쓰미정을 편입했다.

## 교통

### 철도
- 도요하시 철도 아쓰미선

### 도로
- 국도 제42호선
- 국도 제259호선

### 항구
- 이라고항

## 인구
| 연도 | 인구   | ±%    |
| ---- | ------ | ----- |
| 1950 | 65,095 | —     |
| 1960 | 59,120 | −9.2% |
| 1970 | 56,248 | −4.9% |
| 1980 | 60,581 | +7.7% |
| 1990 | 64,978 | +7.3% |
| 2000 | 65,534 | +0.9% |
| 2010 | 64,128 | −2.1% |

## 기후
| 다하라시 (이라고곶)의 기후                                   | 다하라시 (이라고곶)의 기후 | 다하라시 (이라고곶)의 기후 | 다하라시 (이라고곶)의 기후 | 다하라시 (이라고곶)의 기후 | 다하라시 (이라고곶)의 기후 | 다하라시 (이라고곶)의 기후 | 다하라시 (이라고곶)의 기후 | 다하라시 (이라고곶)의 기후 | 다하라시 (이라고곶)의 기후 | 다하라시 (이라고곶)의 기후 | 다하라시 (이라고곶)의 기후 | 다하라시 (이라고곶)의 기후 | 다하라시 (이라고곶)의 기후 |
| 월                                                           | 1월                        | 2월                        | 3월                        | 4월                        | 5월                        | 6월                        | 7월                        | 8월                        | 9월                        | 10월                       | 11월                       | 12월                       | 연간                       |
| ------------------------------------------------------------ | -------------------------- | -------------------------- | -------------------------- | -------------------------- | -------------------------- | -------------------------- | -------------------------- | -------------------------- | -------------------------- | -------------------------- | -------------------------- | -------------------------- | -------------------------- |
| 역대 최고 기온 °C (°F)                                       | 17.5 (63.5)                | 21.4 (70.5)                | 24.0 (75.2)                | 28.2 (82.8)                | 31.3 (88.3)                | 36.3 (97.3)                | 37.6 (99.7)                | 38.4 (101.1)               | 35.9 (96.6)                | 30.3 (86.5)                | 25.2 (77.4)                | 23.4 (74.1)                | 38.4 (101.1)               |
| 일평균 최고 기온 °C (°F)                                     | 9.4 (48.9)                 | 10.2 (50.4)                | 13.7 (56.7)                | 18.8 (65.8)                | 23.1 (73.6)                | 26.0 (78.8)                | 30.0 (86.0)                | 31.6 (88.9)                | 28.1 (82.6)                | 22.7 (72.9)                | 17.2 (63.0)                | 11.9 (53.4)                | 20.2 (68.4)                |
| 일일 평균 기온 °C (°F)                                       | 6.0 (42.8)                 | 6.3 (43.3)                 | 9.4 (48.9)                 | 14.3 (57.7)                | 18.8 (65.8)                | 22.2 (72.0)                | 26.1 (79.0)                | 27.4 (81.3)                | 24.4 (75.9)                | 19.1 (66.4)                | 13.6 (56.5)                | 8.6 (47.5)                 | 16.3 (61.4)                |
| 일평균 최저 기온 °C (°F)                                     | 2.9 (37.2)                 | 2.9 (37.2)                 | 5.4 (41.7)                 | 10.1 (50.2)                | 15.0 (59.0)                | 19.2 (66.6)                | 23.3 (73.9)                | 24.5 (76.1)                | 21.5 (70.7)                | 16.0 (60.8)                | 10.1 (50.2)                | 5.2 (41.4)                 | 13.0 (55.4)                |
| 역대 최저 기온 °C (°F)                                       | −4.4 (24.1)                | −4.0 (24.8)                | −3.0 (26.6)                | 1.2 (34.2)                 | 6.2 (43.2)                 | 12.1 (53.8)                | 15.3 (59.5)                | 16.8 (62.2)                | 12.3 (54.1)                | 6.4 (43.5)                 | 2.1 (35.8)                 | −3.6 (25.5)                | −4.4 (24.1)                |
| 평균 강수량 mm (인치)                                        | 61.9 (2.44)                | 68.3 (2.69)                | 121.5 (4.78)               | 138.8 (5.46)               | 163.5 (6.44)               | 179.6 (7.07)               | 159.6 (6.28)               | 115.5 (4.55)               | 240.6 (9.47)               | 223.9 (8.81)               | 106.0 (4.17)               | 63.1 (2.48)                | 1,642.1 (64.65)            |
| 평균 강수일수 (≥ 1.0 mm)                                     | 5.4                        | 5.9                        | 8.5                        | 9.4                        | 9.7                        | 11.6                       | 9.8                        | 6.7                        | 10.6                       | 10.1                       | 6.4                        | 5.6                        | 99.7                       |
| 평균 상대 습도 (%)                                           | 63                         | 63                         | 65                         | 68                         | 73                         | 80                         | 82                         | 79                         | 77                         | 72                         | 69                         | 66                         | 71                         |
| 평균 월간 일조시간                                           | 180.1                      | 176.1                      | 201.3                      | 201.3                      | 205.1                      | 155.5                      | 194.4                      | 234.2                      | 169.0                      | 164.1                      | 166.0                      | 174.9                      | 2,222                      |
| 출처: 일본 기상청 (평년값: 1991년~2020년, 극값: 1947년~현재) |                            |                            |                            |                            |                            |                            |                            |                            |                            |                            |                            |                            |                            |

## 자매 도시
- 미국 켄터키주 조지타운
- 중화인민공화국 장쑤성 쿤산시
- 대한민국 서울특별시 동작구